# Nayereh Ebtehaj-Samii
Nayereh Ebtehaj-Samii, född 1914, död 2017, var en iransk politiker. Hon var Irans första kvinnliga vice talman. 
Hon tog examen i engelska språket vid Teherans universitet. Hon var engagerad i kvinnorörelsen. 
Efter införandet kvinnlig rösträtt 1963 blev hon samma år en av de första kvinnorna i Irans parlament.  
Hon delade denna pionjärställning med Mehrangiz Manouchehrian och Shams ol-Moluk Mosahab (som blev senatorer) och Mehrangiz Dowlatshahi, Showkat Malek Jahanbani, Nezhat Nafisi, Farrokhroo Parsa och Hajar Tarbiat (som satt i den lagstiftande församlingen). 
Hon satt som ledamot i Irans parlament 1963-1979. Hon var först medlem i Iran Novin (parti) och 1975 i Rastakhizpartiet, som i tur och ordning var det enda tillåtna partiet. Hon blev 1975 Irans första kvinnliga vice talman. 
Hon lämnade Iran efter iranska revolutionen. 